# 罗国
罗国，又称罗子国，传说发源于罗地（今河南罗山县一带），为祝融氏吴回的孙子陆终的第六子季连所创。是芈部落穴熊的一个分支，和楚国同祖。
商朝中叶被迫西迁到今甘肃正宁县，周武王灭商有功时，封罗为子爵，成为周的属国。后随楚国迁徙到宜城（今湖北宜城）。
春秋时东周庄王七年（前690年）被楚国所灭，其遗民被强迁至枝江（今湖北秭归附近）。次年，因楚国都城自丹阳（今河南省淅川县）南迁，罗国子民靠近楚国的新都郢（今湖北江陵西北），而再次被迁徙至湘江流域，在今湖南汨罗附近。罗国灭亡后，遗民以国为姓，是罗姓的起源。
1957年，在汨罗罗水与汨水会流处南岸之小洲上发掘罗子国城遗址，城址平面略呈长方形，东西490米，南北400米，出土有春秋战国时期文物，与罗国子民迁此筑城之历史和城址吻合，定为省、市重点文物保护单位。